# Haus des Gebre Selassi Barya

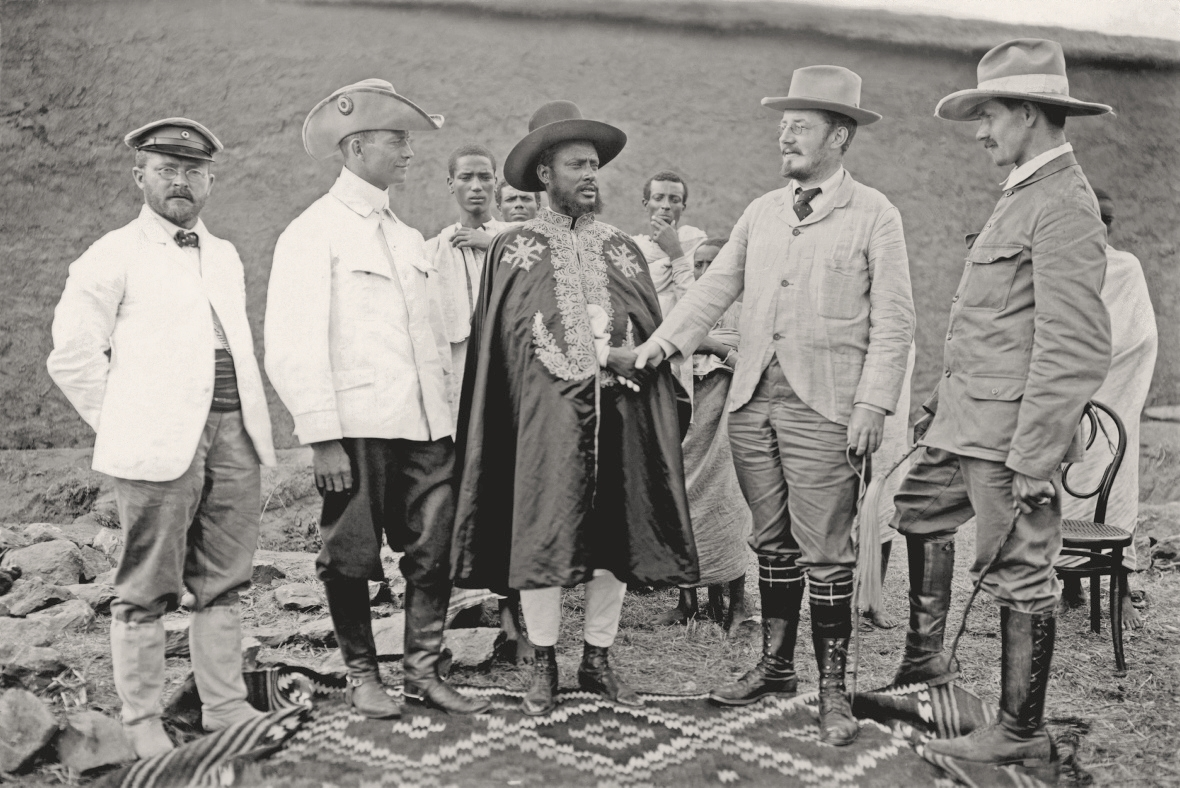
Gebre Selassi Barya (Mitte) im Februar 1906 in Aksum mit Teilnehmern der Deutschen Aksum-Expedition

Das Haus des Gebre Selassi Barya in Axum in Äthiopien ist das denkmalgeschützte ehemalige Wohngebäude des Adeligen Gebre Selassie Barya (1873–1931). Das Haus wurde im Jahr 1902 errichtet, nachdem Barya im selben Jahr von dem äthiopischen Kaiser Menelik II. zum Vizegouverneur der damaligen Provinz Tigray ernannt worden war.
Das Gebäude wurde 2006 restauriert und findet sich rechts des neuen, 2008 eingeweihten Archäologischen Museums von Axum hinter dem zum Weltkulturerbe gehörenden Stelenpark von Aksum.